# Лиляна Томова
Лиляна Томова е българска лекоатлетка.
Състезава се в дисциплините 400, 800 и 1500 метра гладко бягане. Най-големият и успех е спечелването на златен медал на 800 метра на европейското първенство в Рим през 1974 година. На същото първенство печели и сребърен медал в дисциплината 1500 метра.
Томова е определена за спортист на годината на България за 1974 година.
Родена е в Пловдив и се състезава за клуб „Тракия“. Освен успехите си на открито, Томова записва и добри резултати на първенства в зала. Така на европейското първенство в зала през 1974 печели сребърен медал в щафетата 4х392 метра и сребърен медал в индивидуалното бягане на 800 метра. Тя е част от групата силни български бегачи на 800 метра, които печелят множество медали от първенства в зала през годините 1972, 1973, 1975, 1976, 1977, 1978 и 1979. Сред тези бегачи са Светла Златева, Стефка Йорданова, Росица Пехливанова, Николина Щерева и Тотка Петрова.
Томова е шампион на България на 400 метра за годините – 1967, 1968, 1969, 1972 и 1973, както и шампион на 800 метра за 1972 година.

## Рекорди
| Дисциплина | Дисциплина | Резултат | Град  | Дата        |
| ---------- | ---------- | -------- | ----- | ----------- |
| 400 метра  | на открито | 51.99    | Атина | август 1973 |
| 800 метра  | на открито | 1:58.14  | Рим   | 1974        |
| 1500 метра | на открито | 4:05.0   | Рим   | 1974        |
| 1000 метра | на открито | 2:36.4   | София | юли 1976    |